# Wahlen in Palau 1984
Die Wahlen in Palau (General elections) wurden am 30. November 1984 im pazifischen Inselstaat Palau durchgeführt um den Präsidenten und den Olbiil Era Kelulau (National Congress) zu wählen. Alle Kandidaten traten als unabhängige an. Der Amtsinhaber Haruo Remeliik gewann die Präsidentschaftswahl mit 50,9 % der Stimmen, während Alfonso Oiterong als Vizepräsident wiedergewählt wurde. 
In den Parlamentswahlen wurden nur fünf der Amtsinhaber als Senator wiedergewählt, während 11 der 16 Mitglieder des House of Delegates zurückkehrten. Die Wahlbeteiligung lag bei 83,9 %.

## Wahlergebnisse

### Präsident
Von den 9.605 abgegebenen Stimmen waren nur 111 ungültig. Haruo Remeliik erhielt 4.050 Stimmen, während Roman Tmetuchl 2.482 und Ibedul Gibbons 1.418 Stimmen errangen.

### Vizepräsident
Bei den 9.605 abgegebenen Stimmen waren in diesem Fall 570 Stimmen ungültig. Alfonso Oiterong errang 4.252 Stimmen, Sadang Silmai 2.373 und John Tarkong 866.

### Senat
Die 14 Sitze im Senat wurden durch 8.061 Wähler gewählt.

### House of Delegates
Die 16 Sitze im House of Delegates wurden ebenfalls durch 8.061 Wähler ermittelt.